# Emerald-Eisfälle
Die Emerald-Eisfälle (polnisch Lodospady Szmaragdowe) sind Gletscherbrüche auf King George Island im Archipel der Südlichen Shetlandinseln. In der Admiralty Bay verlaufen sie entlang des Nordufers des Ezcurra-Fjords.
Wissenschaftler einer polnischen Antarktisexpedition benannten sie 1980 nach der smaragdgrünen Farbe ihrer Séracs.